# Industriewerke Ludwigsfelde

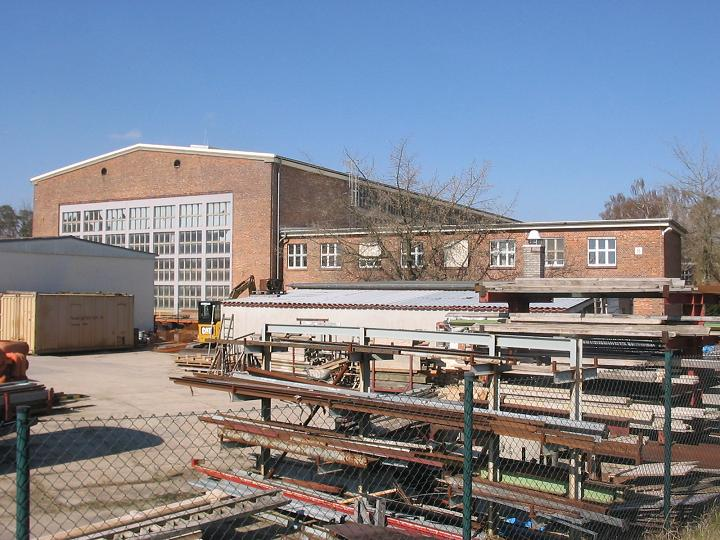
Terrein en productiehallen van de voormalige VEB IFA Automobilwerke Ludwigsfelde op het tegenwoordige Industriepark Ludwigsfelde.

Industriewerke Ludwigsfelde is een autofabriek in Ludwigsfelde in de Duitse deelstaat Brandenburg, net ten zuiden van Berlijn. De fabriek maakt deel uit van Daimler-Benz AG en produceert sinds 1991 Mercedes-Benz-bestelwagens.

## Leverancier van vliegtuigmotoren voor de Luftwaffe

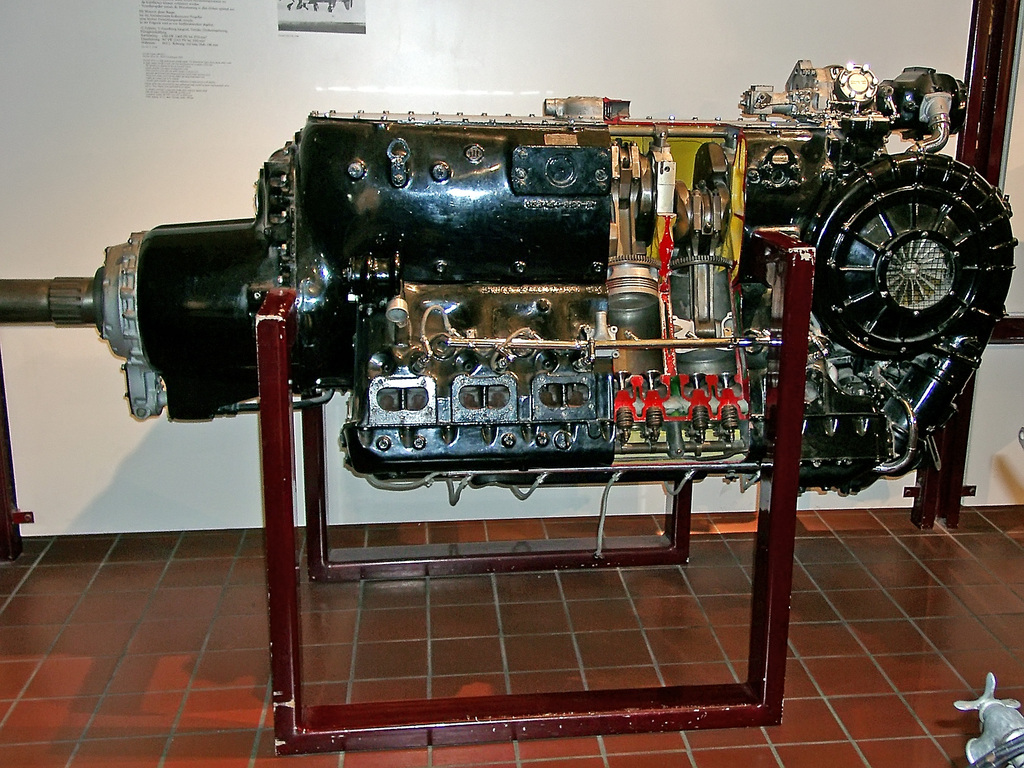
Daimler-Benz DB 603-motor, gedeeltelijk opengewerkt om de interne werking te tonen.

Het bedrijf Daimler-Benz richtte in 1936 de fabriek in Ludwigsfelde op om DB 600-vliegtuigmotoren te maken voor nieuwe bommenwerpers en jachtvliegtuigen van de Luftwaffe. In de loop van de Duitse herbewapening en de Tweede Wereldoorlog ging de fabriek door met het maken van Daimler-Benz DB 601, DB 603 en DB 605-motoren voor verschillende vliegtuigen van de Luftwaffe.
Tijdens de Tweede Wereldoorlog (1939-1945) werkten ten minste 10.000 krijgsgevangenen, dwangarbeiders en concentratiekampgevangenen in de fabriek. Van 1943 tot 1944 werd dwangarbeid verricht door ongeveer 1100 vrouwelijke gevangenen uit het concentratiekamp Ravensbrück ten noorden van Berlijn. Ludwigsfelde ligt ten minimaal 97 kilometer van Ravensbrück, zodat de dwangarbeiders werden gehuisvest in de buurt van de fabriek in een dependance van het concentratiekamp genaamd de Deutschlandhalle.
Begin 1945 werd de fabriek gebombardeerd door de United States Army Air Forces. Daarna, na de overgave van Duitsland in mei 1945, werd het restant van de fabriek ontmanteld en naar de Sovjet-Unie gebracht als onderdeel van het programma van de geallieerden om herstelbetalingen uit Duitsland te ontvangen en de Duitse industriële capaciteit te verminderen.

## Naoorlogs herstel

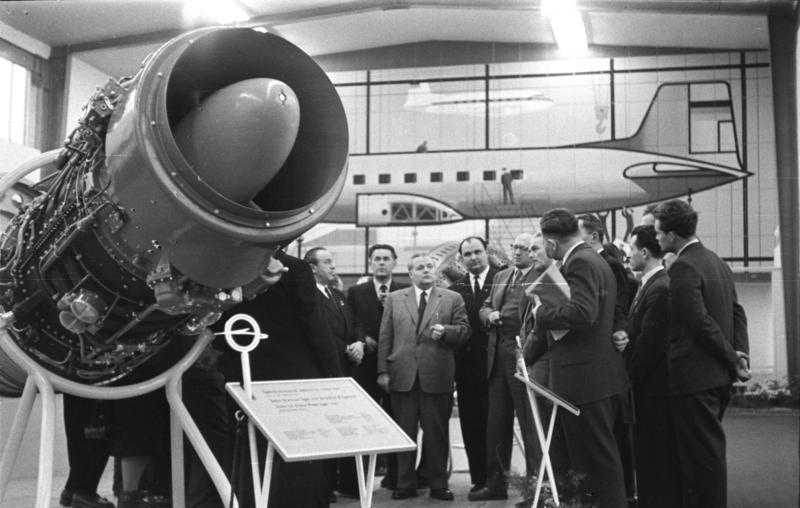
Pirna 014-straalmotor op de voorjaarsbeurs in Leipzig in maart 1958.

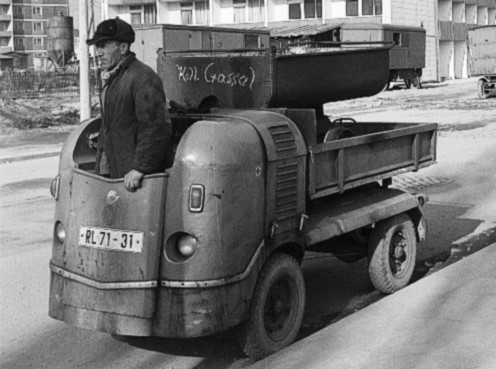
Multicar M21 in gebruik bij de wederopbouw van de Leninplatz in Dresden, ongeveer 1966.

Brandenburg maakte vanaf 1945 deel uit van de Sowjetische Besatzungszone (SBZ of Sovjet-bezettingszone) en vanaf 1949 van de Deutsche Demokratische Republik (DDR of Duitse Democratische Republiek) uit 1949. VEB Industriewerke Ludwigsfelde werd opgericht op 1 maart 1952. Aanvankelijk maakte de fabriek scheepsmotoren, werktuigmachines en machine-onderdelen. De assemblage van de Multicar M21 Diesel-Ameise ("dieselmier") werd van Ludwigsfelde overgebracht naar Schmiedewerk Roßwein ("Smeedfabriek Roßwein") in Saksen. In 1953 raakte IWL betrokken bij de ontwikkeling van scooters die in 1954 in productie gingen.
In 1958 startte IWL met de productie van druppelsmeedwerk, precisiegietwerk, straalmotoren, landbouwmachines en eenmalige speciale machines. De Pirna 014-straalmotoren waren bedoeld voor het vliegtuig, Dresden 152 waarvan het eerste prototype zijn eerste testvlucht maakte in december 1958. In 1960 bouwde VEB Flugzeuge Dresden 20 vliegtuigen om dienst te doen bij de Deutsche Lufthansa der DDR (dat in 1963 Interflug werd), waarvoor IWL met de serieproductie van de Pirna 014 was begonnen.
Het eerste 152-prototype crashte echter in maart 1959 waarbij de bemanning omkwam, het tweede prototype werd aan de grond gezet nadat een defect aan de brandstoftank een gevaarlijke reductie van de brandstoftoevoer naar de motoren veroorzaakte. Tijdens grondtests in september 1960 liep het derde prototype ook een defect aan de brandstoftank op en werden de grondtesten in december beëindigd. In februari 1961 besloot het SED Politbüro om de productie van vliegtuigen te beëindigen, waardoor de productie van de Pirna 014 bij IWL werd gestaakt. Eén motor werd tot juni 1961 getest op een Iljoesjin Il-28 maar dit leidde niet tot verder gebruik of productie van de Pirna 014. Rond het midden van 1961 werden alle Dresden 152-vliegtuigen gesloopt.
Na het einde van de 152 bleef IWL zitten met 30 voltooide straalmotoren en een gat in de geplande industriële productie. De motoren werden later gebruikt om mijnenvegers van de Volksmarine aan te drijven.

## IWL-scooters

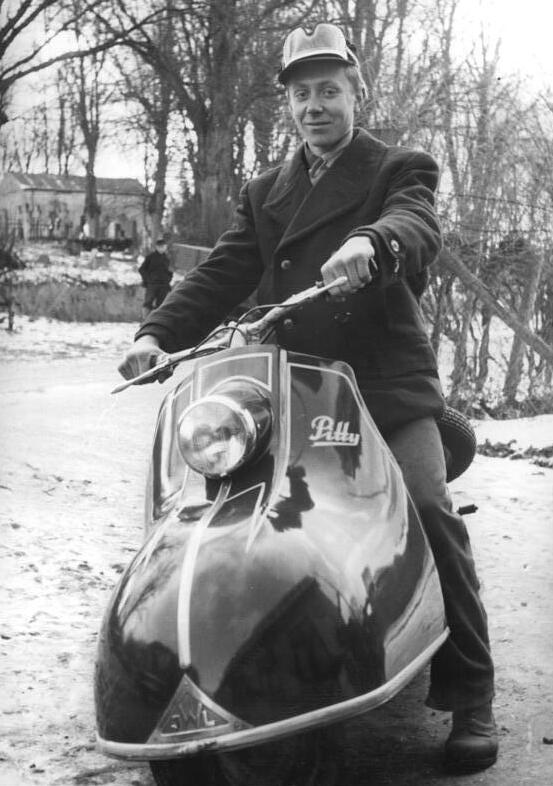
Een boer op een IWL Pitty-scooter in de buurt van Rostock in Mecklenburg in januari 1956.

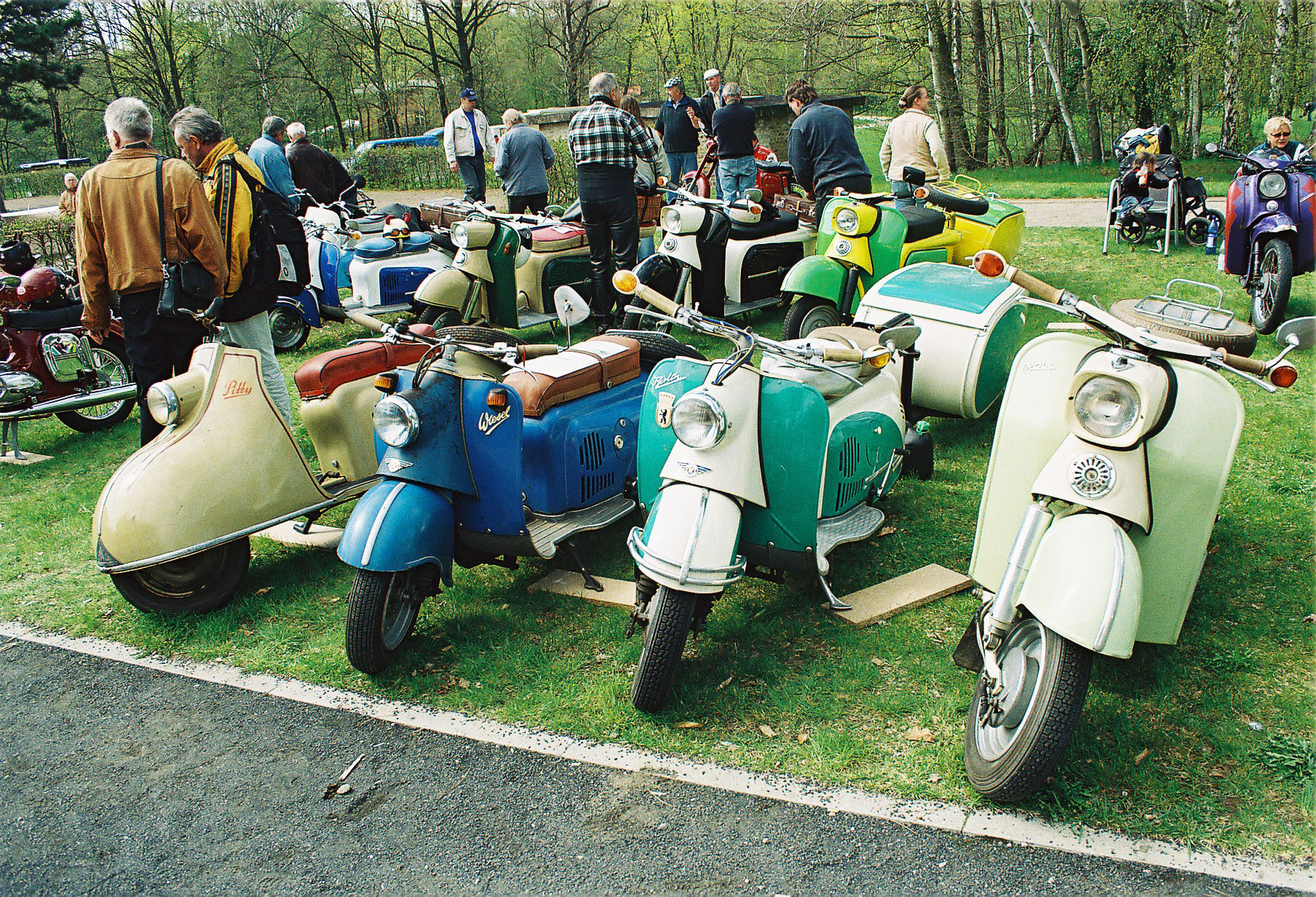
Een complete reeks IWL-scootermodellen in historische volgorde. Van links naar rechts: Pitty, SR 56 Wiesel, SR 59 Berlin en TR 150 Troll 1.

Na de Tweede Wereldoorlog zijn verschillende fabrikanten, met name die van vliegtuig- en vliegtuigonderdelen, overgestapt naar andere producten, waaronder scooters. In Italië lanceerde Piaggio de Vespa in 1946, op de voet gevolgd door Innocenti's lancering van de Lambretta in 1947. De nieuwe scooters vonden kopers onder klanten die geen auto konden krijgen of betalen, maar een voertuig wilden dat schoner en eenvoudiger was en meer bescherming tegen weersinvloeden bood dan een motorfiets. Zowel Piaggio als Innocenti monteerden speciaal ontworpen motoren aan één kant van het achterwiel, waardoor de wielbasis kort was en de handelbaarheid maximaal. Een bolvormige behuizing aan de achterzijde hield de motor ingesloten, waardoor een scooter schoner was dan de meeste motorfietsen uit die periode. Het gebruik van vliegtuigtechnieken, gecombineerd met een stijlvoller uiterlijk, maakten Italiaanse scooters commercieel succesvol en Innocenti en Piaggio exporteerden beide grote aantallen van hun scooters en gaven licenties aan fabrikanten uit de Bundesrepublik Deutschland (BRD of West-Duitsland) en andere landen om ze te maken.
Talloze Europese fabrikanten die geen licentie hadden om in Italië ontworpen scooters te bouwen, ontwikkelden hun eigen modellen in een poging om te concurreren. In 1951 lanceerde de autofabrikant Hans Glas uit Beieren zijn eigen scooterontwerpr, de Goggo, aanvankelijk met een 123 cc-motor maar vanaf 1953 met krachtiger motoren van 147 cc en 198 cc. In 1953 lanceerde de West-Duitse vliegtuigmaker Heinkel de Tourist, aanvankelijk met een 149 cc motor maar vanaf 1954 vergroot tot 174 cc. West-Duitse ontwerpers hadden echter de neiging om conventionele motorfietsmotoren te gebruiken die niet klein of licht genoeg waren om naast het achterwiel te passen. Ze werden daarom vóór het achterwiel gemonteerd, waardoor de wielbasis van de scooters aanzienlijk werd verlengd.
Oost-Duitse ingenieurs reageerden op de groeiende markt en de concurrentie door tussen 1950 en 1954 een aantal prototype scooters te ontwikkelen. August Falz uit Döbeln in Saksen had in 1950 een primitieve motor scooter gebouwd en in 1954 een prototype ontwikkeld met gestroomlijnde carrosserie en aangedreven door een 174 cc ČZ-motor geïmporteerd uit Tsjecho-Slowakije.
De DDR besloot echter dat de scooter alleen gemaakt zou worden met inheemse DDR-componenten, dus werd gekozen voor de 123 cc MZ RT 125/1-motor die 5,5 pk leverde en een transmissie met drie versnellingen had. Deze was kleiner en minder krachtig dan de 174 cc ČZ-motor en ook in vergelijking met motoren die in 1954 werden gemonteerd in West-Duitse scooters die tussen 9 en 12 pk produceerden. Dit bracht de scooter van de DDR in een nadelige concurrentiepositie al voordat deze in productie ging. De MZ-fabriek in Zschopau zou de motorproductie verhogen om aan de verwachte scootervraag te kunnen voldoen.
De gevestigde EMW, MZ en Simson-motorfabrieken in de DDR waren al volop bezig met het maken van hun eigen producten, dus wanneer het land een eigen scooter wilde maken, zou dat in een andere fabriek moeten zijn. De planeconomie van de DDR zou bekritiseerd kunnen worden voor het kiezen van de IWL-fabriek aangezien duizenden MZ-motoren ten minste 180 kilometer an Zschopau naar Ludwigsfelde vervoerd zouden moeten worden. Ludwigsfelde bevond zich echter in het centrum van de DDR en ligt aan de rand van Berlijn. De radiale rail- en wegverbindingen van de hoofdstad zouden de geproduceerde scooters efficiënt kunnen distribueren en Oost-Berlijn zou naar verwachting een van de grootste stedelijke afzetgebieden kunnen zijn. Als er al een fout was gemaakt, was het om te vertrouwen op een uitbreiding van de motorproductie in Zschopau terwijl IWL bijna twintig jaar ervaring had met het maken van motoren in Ludwigsfelde.
De prototype van de IWL-scooter had meer ontwikkeling nodig voordat hij in productie werd genomen. Echter, in de nasleep van de Volksopstand in de DDR in juni 1953 had de DDR-regering haast met de implementatie van haar Neue Kurs-beleid ("nieuwe koers") om de levering van consumptiegoederen te verbeteren. Dit zette VEB Industriewerke Ludwigsfelde onder grote druk om de productie van de scooter tegen 1955 te beginnen.

### Pitty

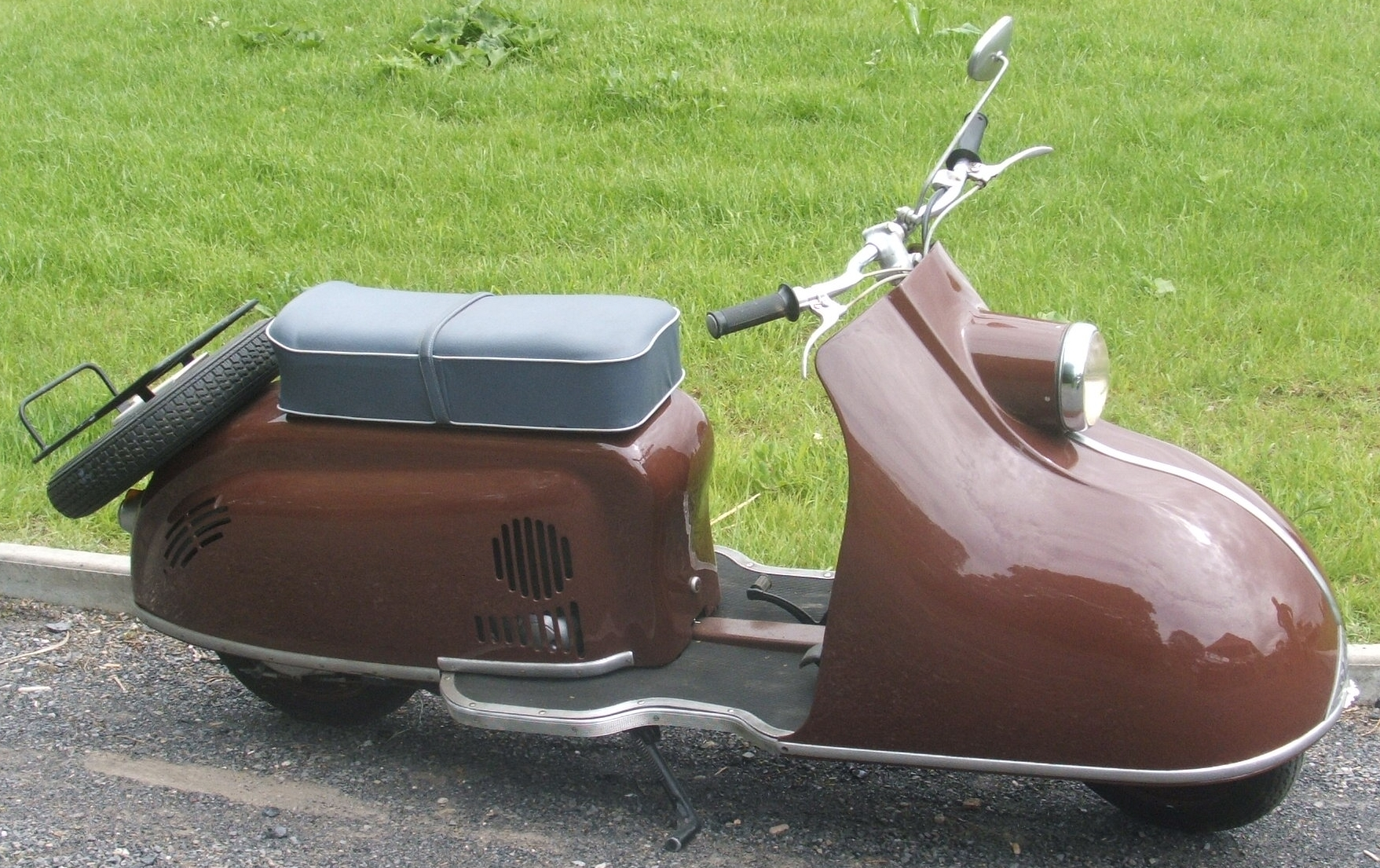
IWL Pitty (1955)

IWL's eerste productiemodel, de Pitty, werd begin 1955 gelanceerd. Voor had de Pitty een voorvorkophanging en achter een hydraulisch gedempte achterbrugophanging waarop de motor en versnellingsbak waren gemonteerd: een opstelling die Vespa als pionier had gebruikt. IWL volgde echter het West-Duitse gebruik om de motor voor het achterwiel te monteren in plaats van ernaast, waardoor de Pitty een veel langere wielbasis kreeg dan zijn Italiaanse tegenhangers.
De scooter had een stalen behuizing die de zitting, het achterwiel, de motor en de versnellingsbak omhulde. Om binnen het bedrijfstemperatuurbereik te blijven, werd een koelventilator aan de luchtgekoelde MZ-motor toegevoegd. Door deze ventilator aan te drijven, daalde het vermogen van de toch al ondergemotoriseerde Pitty nog verder tot 5 pk. IWL kopieerde Glas en Heinkel door de Pitty een grote kuip te geven die het voorwiel omhulde. Dit verhoogde het gewicht van de scooter tot 139 kilogram, wat zwaar was voor zijn klasse en de zwakke motorprestaties nog verder beperkte. IWL claimde een topsnelheid van 70 km/u maar in de praktijk werd dit zelden bereikt.
Begin 1955 testten verslaggevers van het Oost-Duitse tijdschrift Der deutsche Straßenverkehr de Pitty en gaven IWL talloze suggesties om hem te verbeteren. Talloze klanten die de scooter kochten, klaagden ook. De rijders klaagden dat het duozitje te hard was en in tegenstelling tot de meeste scooters had de Pitty geen stuurslot voor de beveiliging. De enige anti-diefstalvoorziening was een klep in de behuizing (onder de zitting) die over de brandstofkraan kon worden gesloten en vergrendeld. IWL reageerde op kritiek door snel een opvolger te ontwikkelen en hield de Pitty slechts iets meer dan een jaar in productie. In deze periode werden in totaal slechts 11.293 Pitty-scooters gebouwd.

### SR 56 Wiesel

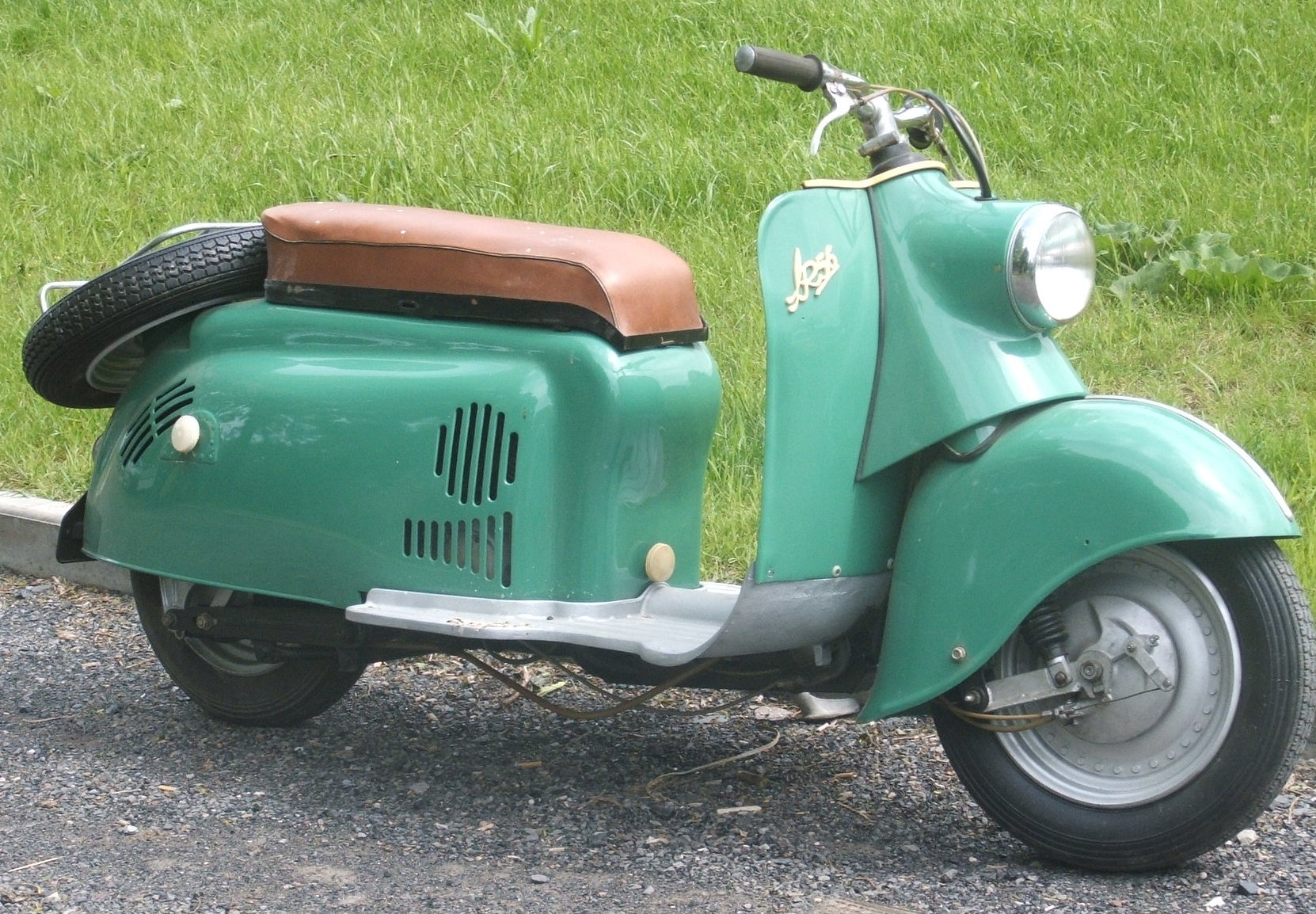
IWL SR 56 Wiesel

In 1956 verving IWL de Pitty door de SR 56 Wiesel. "SR" staat voor StadtRoller ("stadsscooter"), 56 is het jaar en Wiesel is Duits voor wezel. In plaats van de enorme kuip van de Pitty had de Wiesel een meer conventionele scooterkuip achter het voorwiel en een apart voorspatbord. Dit verminderde het gewicht tot 124 kg, nog steeds zwaar maar 15 kg lichter dan de Pitty. De achterbrug was van een nieuw, trapeziumvormig ontwerp waardoor de spanning van de ketting constant kon blijven terwijl het achterwiel verticaal bewoog. De brandstoftank werd vergroot tot 12 liter wat de scooter een bereik van 340 km gaf.
Ook in 1956 introduceerde MZ de RT 125/2-motorfiets, waarvan het motorvermogen marginaal toenam tot 6 pk. Zowel de gewichtsvermindering als de vermogensstijging waren klein en de verhouding tussen vermogen en gewicht van de Wiesel was inferieur aan die van talrijke westerse concurrenten. IWL claimde een kruissnelheid van 60 km/u maar in werkelijkheid was de Wiesel slechts 3 of 4 km/u sneller dan de Pitty.
Ondanks klachten van klanten behield de Wiesel de harde bekleding van zijn voorganger, de vergrendelbare brandstofkraan en het ontbreken van een stuurslot. Het was gemakkelijk voor een dief om de klep te forceren en de testers van Der Deutsche Straßenverkehr waren verbaasd dat IWL deze fouten van het vorige model niet had verholpen. IWL produceerde de Wiesel tot 1959, toen er in totaal 57.400 waren gebouwd.

### SR 59 Berlin

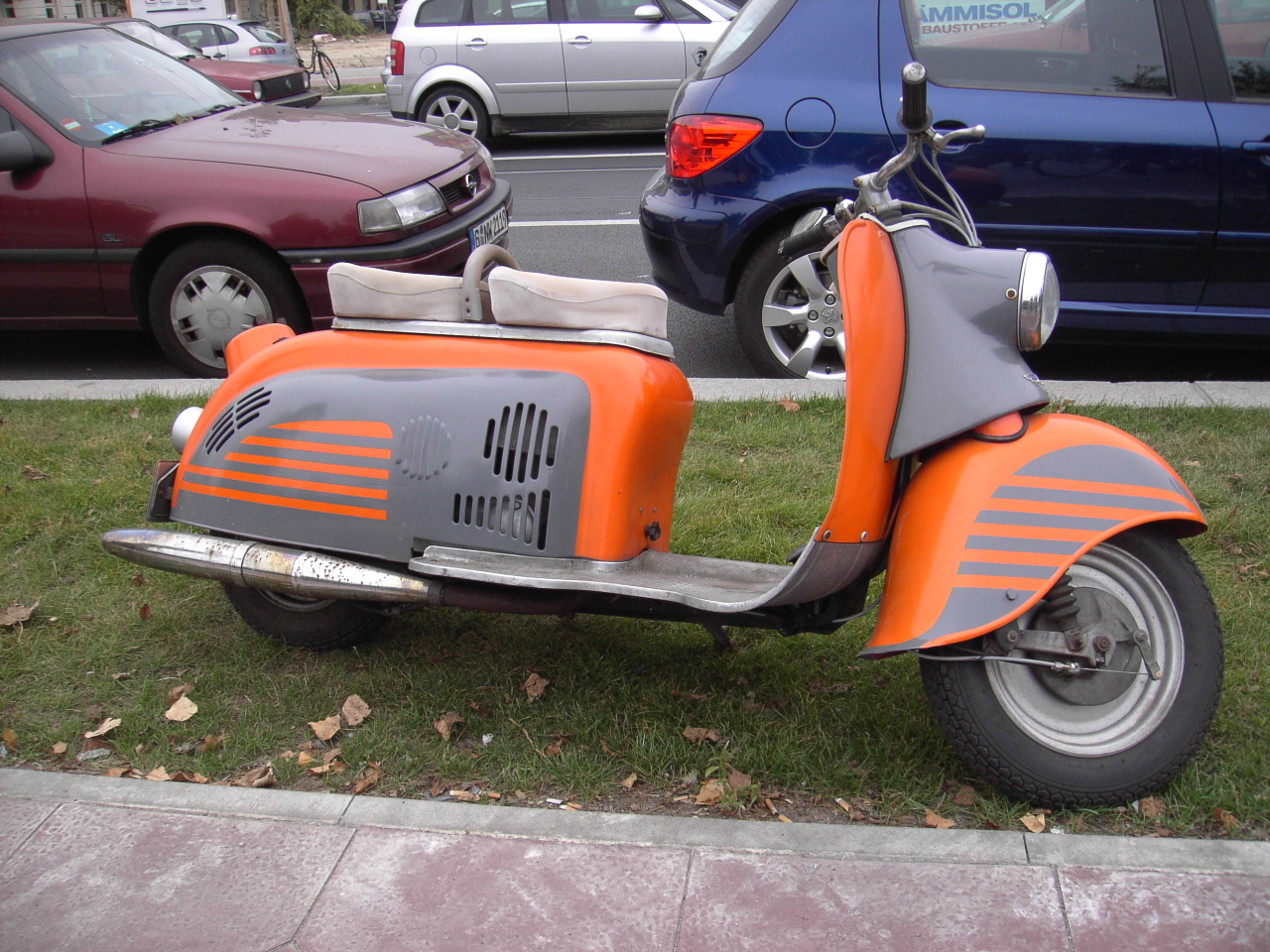
IWL SR 59 Berlin

In 1959 verving IWL de SR 56 Wiesel door de SR 59 Berlin. Deze had dezelfde carrosserie als de Wiesel maar had goed beklede, afzonderlijke zadels voor de rijder en passagier. Ook in 1959 introduceerde MZ de RT 125/3-motorfiets die niet alleen een iets krachtiger motor had maar ook een transmissie met vier versnellingen. IWL had gevraagd om een speciale versie van de RT 125/3-motor voor de scooter te maken, opgeboord tot 143 cc wat het vermogen tot 7,5 pk verhoogde. IWL claimde een geloofwaardige topsnelheid van 82 km/u en een kruissnelheid van 70 km/u. De vierversnellingsbak verbeterde de flexibiliteit van de scooter, waardoor bergopwaarts rijden aanzienlijk minder inspannend werd. De Berlin gaf rijders in de DDR eindelijk een scooter die goed genoeg was voor praktisch gebruik. Het was daarom goed dat IWL eindelijk een stuurslot had gemonteerd om de relatief aantrekkelijke Berlin te beveiligen tegen diefstal.
De Berlin had nog steeds minder vermogen dan veel van zijn westerse tegenhangers. Net als zijn voorgangers was de voorwielophanging niet gedempt, wat op hobbelige wegen een belangrijk nadeel was. Niettemin zorgde de Berlin voor de eerste exportorders voor IWL. IWL produceerde de Berlin tot het einde van 1962, tegen die tijd waren in totaal 113.943 exemplaren gebouwd.

### Campi-aanhanger
Hoewel IWL de Berlin als een stadscooter positioneerde, waren er in de DDR te weinig nieuwe particuliere motorvoertuigen zodat klanten dat onderscheid niet maakten. De Berlin was in staat om langere reizen te maken, inclusief vakanties, maar de scooter had veel minder bagageruimte dan een kleine auto of een zijspancombinatie. In plaats van een zijspan te ontwerpen die paste bij Berlin, werkte IWL samen met Stoye uit Leipzig (de zijspanfabrikant van de DDR) om een lichtgewicht aanhanger met één wiel te ontwikkelen.

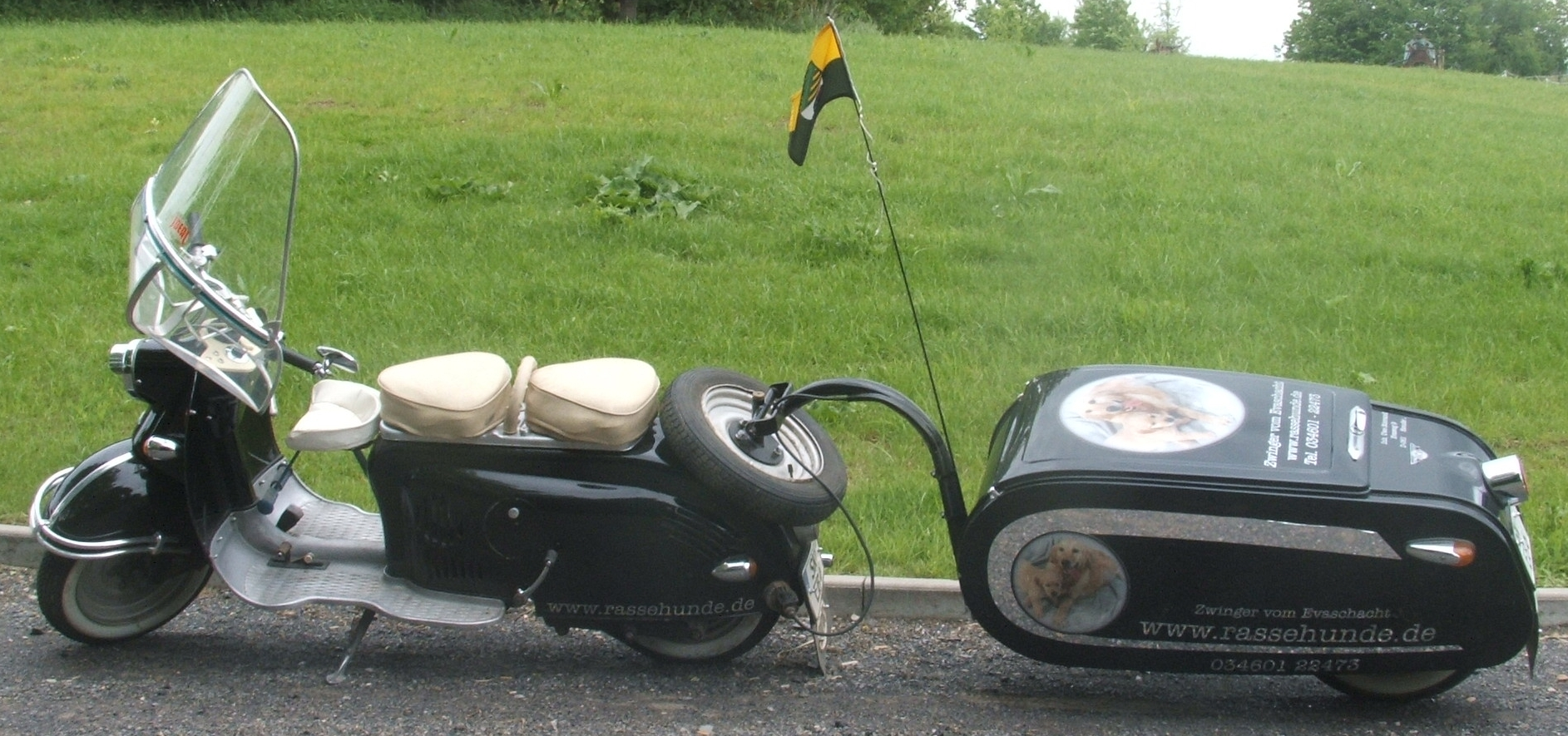
SR 59 Berlin met IWL-Stoye Campi aanhanger.

Het resultaat was de Campi-aanhanger, die was ontworpen als aanvulling op een scooter en ruim genoeg was om een kampeeruitrusting uit de jaren 60 te vervoeren. IWL maakte het chassis van de Campi, inclusief een stalen buiskoppeling, en Stoye maakte de carrosserie van aluminium en daarmee bijdroeg aan een aanhangergewicht van slechts 30 kg. Dit maakte hem licht genoeg voor de 7,5 pk sterke motor van de Berlin om het gecombineerde gewicht van zijn rijder, passagier, aanhanger en bagage aan te kunnen, zij het met aanzienlijk minder snelheid dan wanneer hij solo werd bereden.
De Campi maakte de scooter nog langer terwijl hij minder bagageruimte had dan een zijspan. Vanwege deze beperkingen was het gebruik ervan voornamelijk beperkt tot vakantie- en vrijetijdsreizen. De Campi werd gemaakt tot 1965, toen ongeveer 5.700 waren gebouwd.

### TR 150 Troll 1

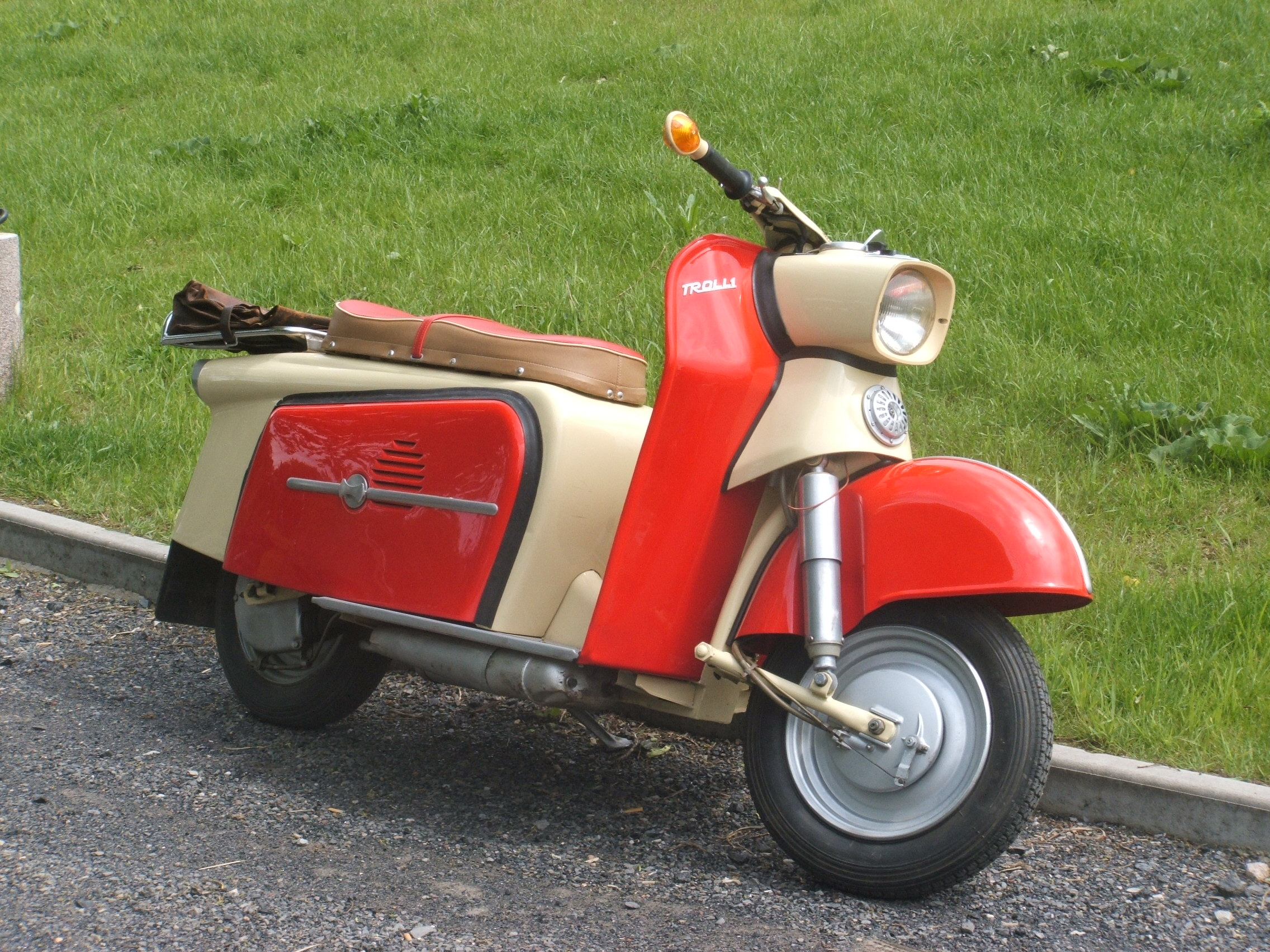
IWL TR 150 Troll 1 (1964) met originele richtingaanwijzers aan het stuur

In 1963 verving IWL de SR 59 Berlin door de TR 150 Troll 1. Terwijl de Wiesel en Berlin voor 2300 Oost-Duitse mark werden verkocht, dezelfde prijs als de Pitty in 1954, werd voor de Troll 1 de prijs verhoogd tot 2.550 mark.
"TR" staat voor TourenRoller en het backroniem "Troll" staat voor TourenRoller Ludwigsfelde ("Toerscooter Ludwigsfelde") met de nadruk op de langere ritten waarop IWL-scooters nu werden bereden. De "1" aan het eind gaf blijkbaar aan dat IWL hoopte een nieuw model te ontwikkelen. Echter, in december 1962, tijdens de ontwikkeling van de Troll 1, kondigde de Ministerrat der DDR ("Ministerraad van de DDR") aan dat de fabriek zou overstappen op het maken van een nieuw model IFA-vrachtauto. Deze beslissing heeft misschien een remmende werking gehad op het verbeteren van de Troll 1 van vóór de lancering van het model in 1963 tot het einde van de productie in 1965.
Zowel in Duitsland als in de meeste Europese staten waarnaar IWL mogelijk scooters had willen exporteren, zijn trollen uit de Noordse mythologie en Scandinavische folklore bekend als wezens die in veel gevallen traag van begrip zijn, in sommige gevallen lelijk, zelden vriendelijk voor de mens en in een paar gevallen geneigd om mensen te doden en te eten. Waarom een voertuigmaker zou kiezen om een van zijn modellen naar dergelijke wezens te benoemen, is niet duidelijk.
In 1962 had MZ de ES 150-motorfiets geïntroduceerd en het vermogen van de scooterversie van de 143 cc-motor die voor de Troll 1 werd geleverd, was verhoogd tot 9,5 pk. De achterketting liep door een oliebad in een door MZ gepatenteerde hardrubberen behuizing, die olie binnen en vuil buiten hield en de levensduur van de ketting aanzienlijk verlengde. IWL herzag de carrosserie en gaf deze een achterkant zoals die van het model Heinkel Tourist A2 en snel verwijderbare zijpanelen zoals bij de Dürkopp Diana. Elk zijpaneel was beveiligd met een centrale bajonetsluiting zodat deze eenvoudig losgemaakt en verwijderd kon worden, waardoor de toegang tot de motor, versnellingsbak en achterketting werd vergemakkelijkt.
Voor de Troll 1 keerde IWL terug naar een duozit, misschien omdat tweelingzadels aan het verouderen waren. De Troll 1 had trommelremmen met een diameter van 160 mm: 10 mm groter dan bij alle voorgaande IWL-modellen.

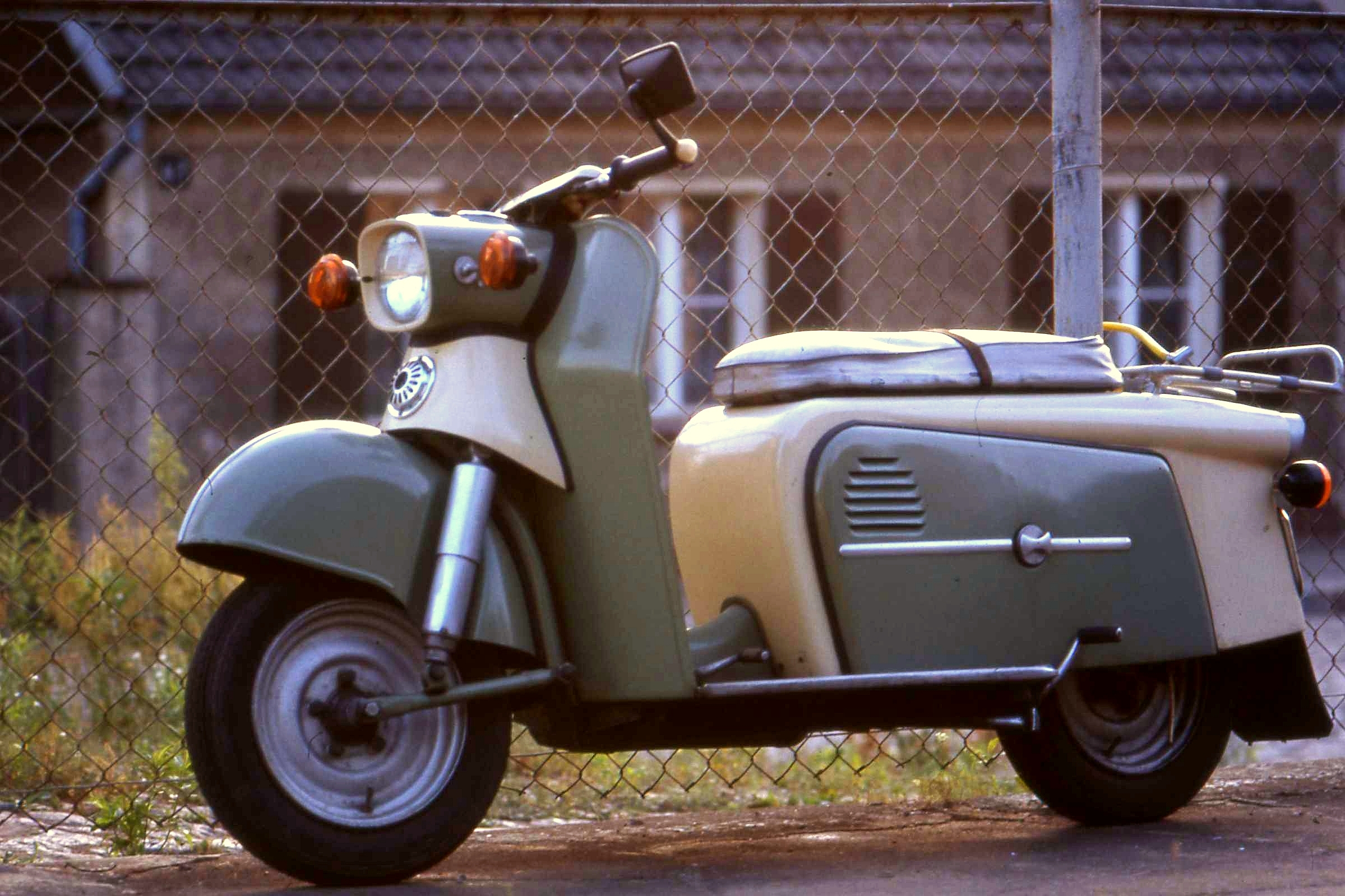
Op deze Troll 1 zijn de oorspronkelijke richtingaanwijzers vervangen door meer conventioneel geplaatste moderne exemplaren.

De Troll 1 had standaard richtingaanwijzers. De voorste richtingaanwijzers bevonden zich aan de uiteinden van het stuur in een stijl die in die tijd gebruikelijk werd in zowel de BRD als de DDR. Om de schaalvergroting mogelijk te maken, had IWL het scooterontwerp herzien om andere MZ ES 150-onderdelen te gebuiken inclusief de koplampnacelle, stuurhendels, voor- en achterschokdempers en voorvork. Dit maakte de Troll 1 de eerste IWL-scooter die hydraulisch gedempte voorvering had.
Het voorspatbord van de Wiesel en Berlin past niet bij de nieuwe voorvork, daarom ontwikkelde IWL een nieuwe om de beweging van de voorwielophanging op te vangen. Dit maakte een bolvormige vorm noodzakelijk die niet strookte met de verbeterde vormgeving van de achterkant. In 1964 observeerde het Oost-Duitse jaarboek Motor Jahr behoedzaam dat de nieuwe voorwielafdekking nu tussen de veerpoten lag, wat misschien niet ieders smaak was maar wel zorgde voor hun goede bereikbaarheid. In februari 1963 was het tijdschrift Der deutsche Straßenverkehr echter meer uitgesproken. Men was niet bijzonder enthousiast over de nieuwe "lijn" en zeker niet jaloers op het Institut für industrielle Formgebung ("Instituut voor industriële vormgeving") voor hun medewerking.
Het hoofdchassis was een gelast frame met een kokerprofiel. IWL-scooters hadden een lange wielbasis en de Troll 1 was langer dan zijn voorgangers, wat de zitpositie comfortabeler maar de scooter kwetsbaarder voor zijwind maakte. In maart 1964 had Der deutsche Straßenverkehr felle kritiek op deze tekortkoming, maar in hetzelfde jaar speelde Motor Jahr het op door te claimen dat de zijwindgevoeligheid van de Troll binnen normalen grenzen lag en deze op zijwind niet anders reageerde dan de gemiddelde tweewieler en daarom ondanks zijn iets hogere zwaartepunt in dergelijke situaties zonder risico te rijden was. Klanten lieten zich niet voor de gek houden en de instabiliteit bij zijwind van de Troll 1 beschadigde zijn reputatie en was er mede verantwoordelijk voor dat het model minder goed verkocht dan zijn voorgangers.

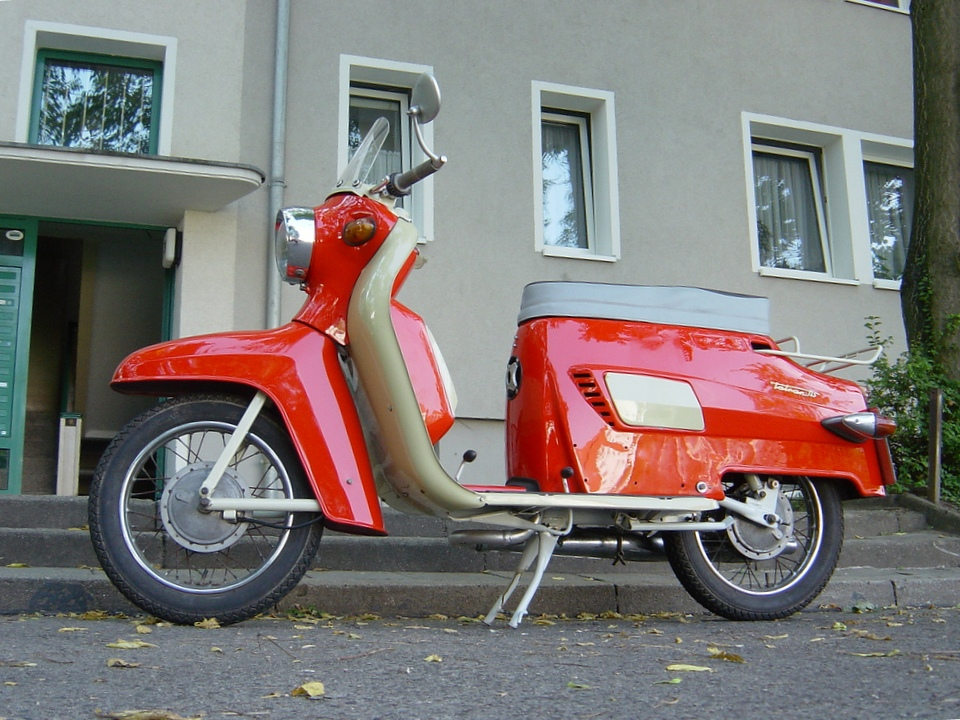
Tsjechoslowaakse Tatran S 125

Eind 1965 beëindigde IWL de scooterproductie om over te stappen op het maken van IFA W50-trucks. Toen de productie van de scooter eindigde, had IWL in totaal 56.513 exemplaren van de Troll 1 gebouwd.
Vanaf 1966 werd een Tsjechoslowaakse scooter in de DDR te koop aangeboden. De Tatran S 125 had slechts een 124 cc-motor die 7 pk produceerde door een lager gewicht en een kortere wielbasis dan de IWL-modellen was de Tatran praktischer en bood Oost-Duitsers eindelijk een echte "stadsscooter".

## Bedrijfswagens
Vanaf 1947 concentreerde IFA de productie van grote vrachtwagens in de voormalige Horch-fabriek in Zwickau. In 1958 nam VEB Waggonfabrik Werdau in Werdau (de voormalige Waggonfabrik Schumann) de overhand als de belangrijkste IFA-vrachtwagenfabriek, om VEB Sachsenring Automobilwerke Zwickau de ruimte te geven aan de productie van de nieuwe kleine Trabant. In 1965 werd de vrachtwagenproductie opnieuw verplaatst, ditmaal van Werdau naar IWL in Ludwigsfelde dat de naam VEB IFA Automobilwerke Ludwigsfelde kreeg.

### IFA W50

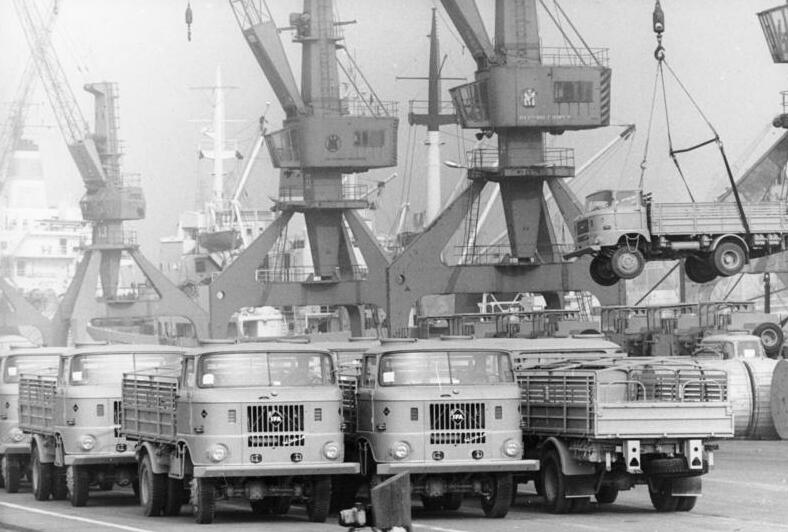
IFA W50-vrachtwagens werden in maart 1982 op een kade in Rostock op een schip geladen voor export.

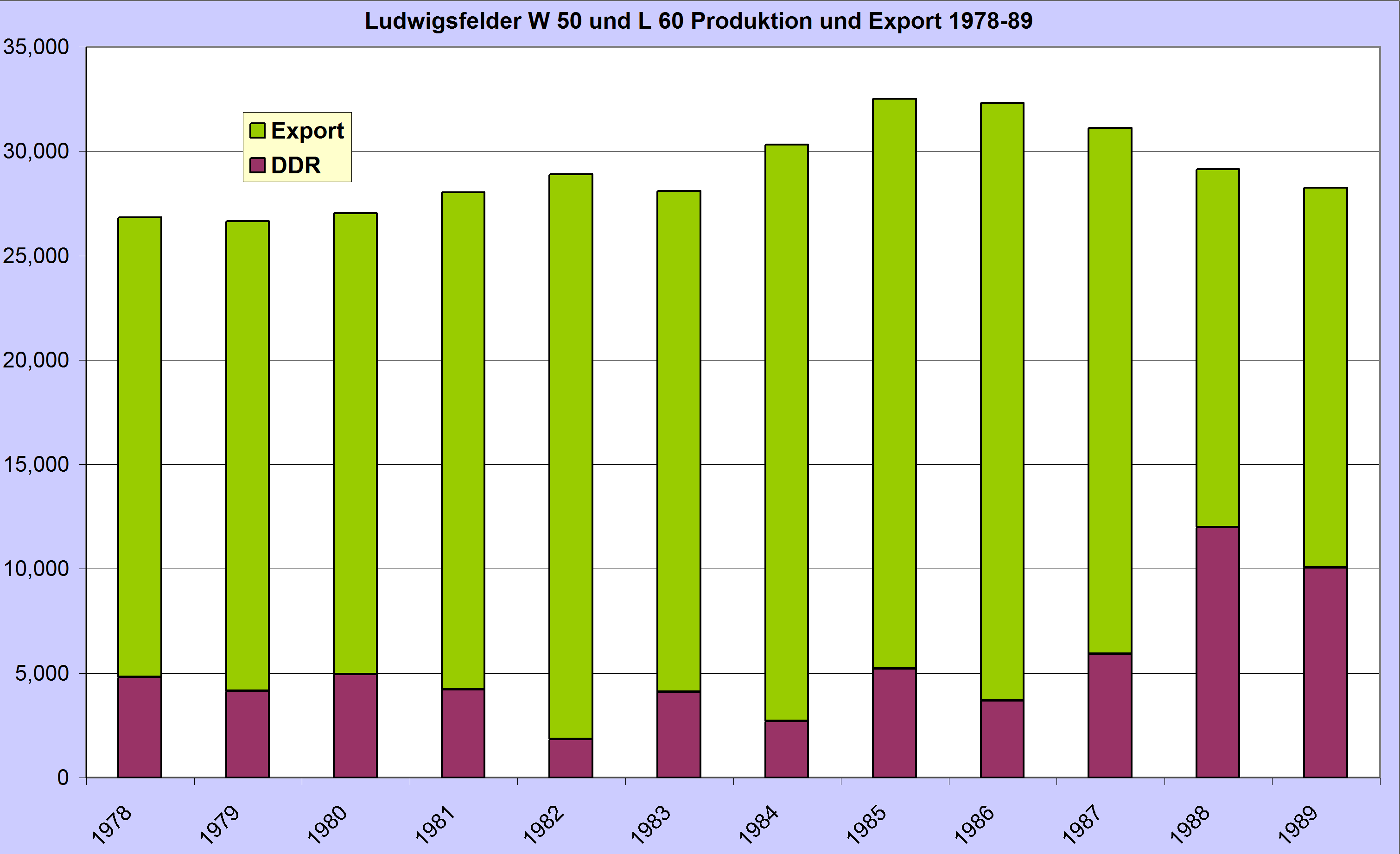
Vrachtwagenproductie in Ludwigsfelde 1978-90: exportverkopen in lichtgroen; binnenlandse verkopen in paars.

De IFA W50 werd van 17 juli 1965 tot 1990 in Ludwigsfelde gebouwd en was decennialang het belangrijkste product van IFA. De jaaromzet piekte in 1986 op 32.516 exemplaren. Een groot deel van de vrachtwagens werd geëxporteerd. Tussen 1978 en 1987 werd meer dan 80% van de W50-jaarproductie in het buitenland verkocht. De totale W50-productie van 1965 tot 1990 in Ludwigsfelde bedroeg 571.831 auto's. Het model bleef in productie naast de beoogde vervanger, de L60.

### IFA L60

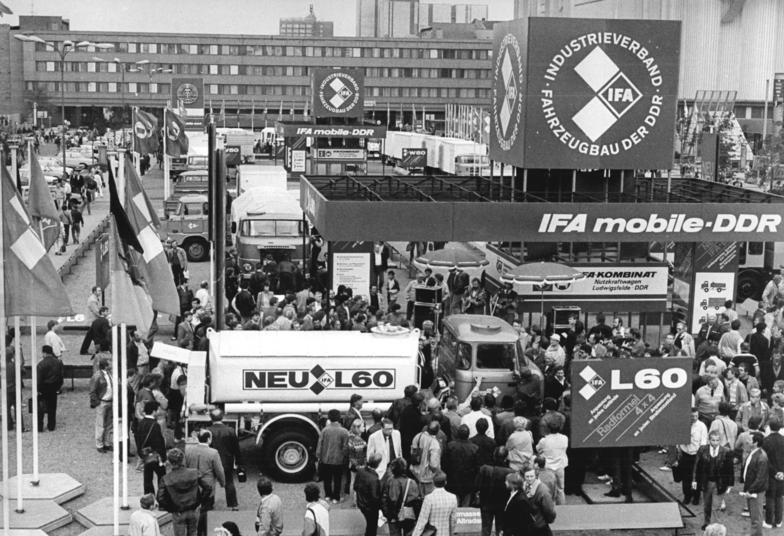
De eerste L 60-vrachtwagens werden in september 1986 op de Leipziger Herbstmesse getoond.

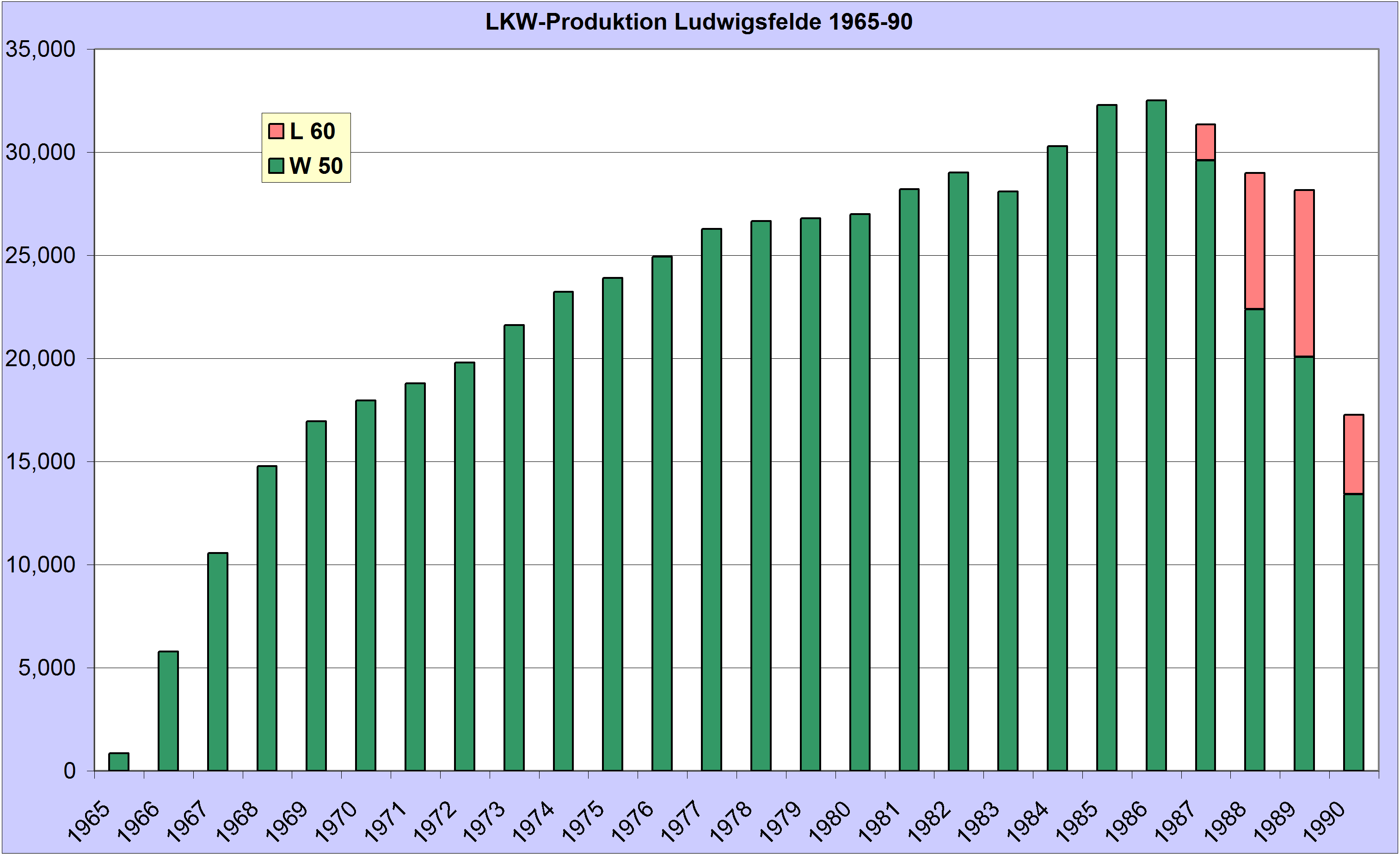
Vrachtwagenproductie Ludwigsfelde 1965-90: W50 in donkergroen; L60 in lichtrood.

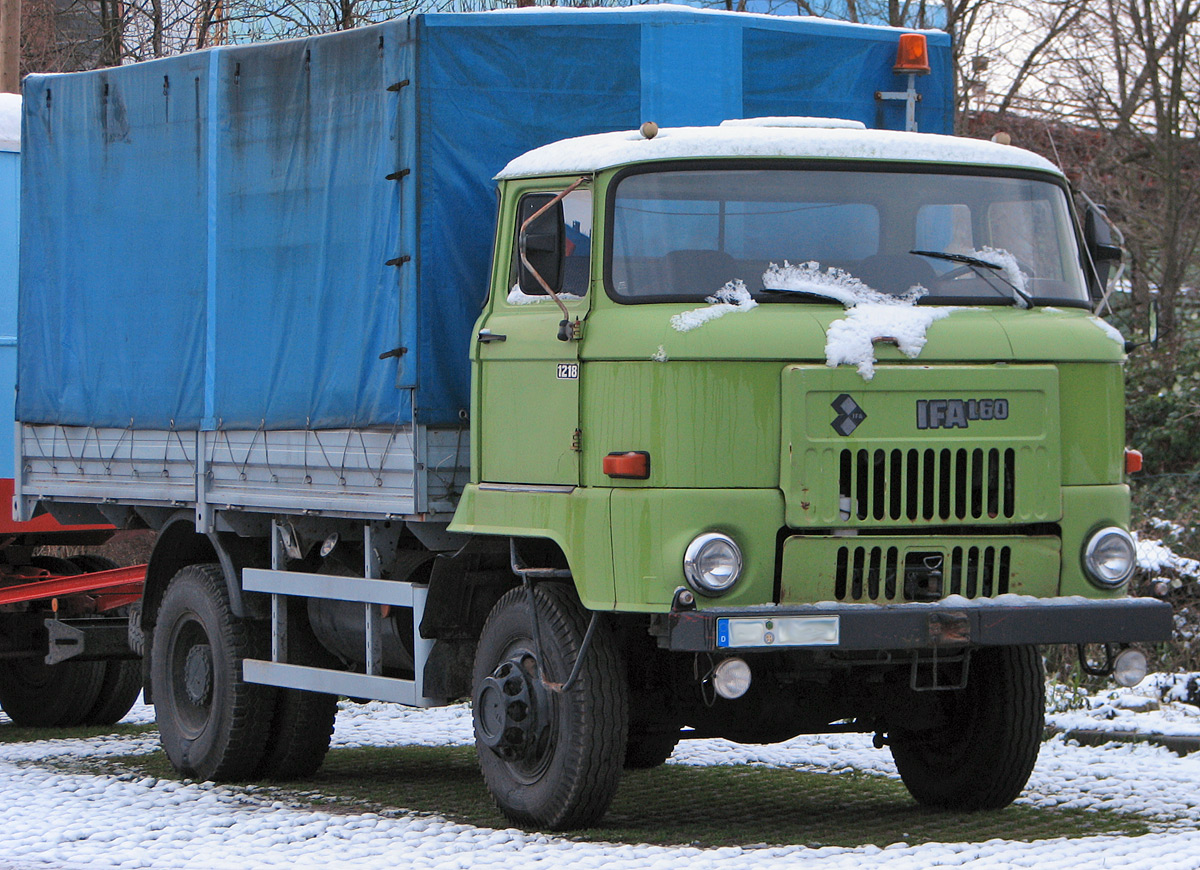
IFA L60

Na de lancering van de W50 begonnen bij IWL ontwikkelingswerkzaamheden om het motorvermogen te vergroten en het brandstofverbruik te verminderen, het leeggewicht te verminderen en het laadvermogen te verhogen, de betrouwbaarheid en het bestuurderscomfort te verbeteren en de productietijd te verkorten. Vanaf 1967 plande IWL een reeks nieuwe vrachtwagens van drie, vijf, zes en tien ton. Er werden twee prototypen gebouwd: een vrachtwagen van drie ton met codenummer 1013 gevolgd door een 11-tons exemplaar met codenummer 1118.
De 1118 werd de IFA L60 en de ontwikkeling werd vanaf 1974 geïntensiveerd. In 1978 sloot de DDR een overeenkomst met Volvo Trucks om een Volvo-cabine te gebruiken op een L60-prototype. Binnen twee jaar resulteerde dit in een contract om Volvo-cabines in licentie te maken, waarvoor een nieuwe productiehal in Ludwigsfelde zou worden gebouwd. Het contract zou onder andere betrekking hebben op de levering van cabines van IWL aan de vrachtwagenfabriek van Volvo te Gent in België en stelde IWL ook in staat om cabines te leveren aan VEB Robur-Werke in Zittau dat kleinere vrachtwagens maakte, variërend van ongeveer 1,5 tot 3,5 ton.
Toen de voorbereidende werkzaamheden voor de nieuwe montagehal in Ludwigsfelde vergevorderd waren, verdriedubbelde Volvo de prijs. In 1980 annuleerde de Ministerrat der DDR de overeenkomst en beval dat de serieproductie van de L60 zonder de Volvo-cabine zou doorgaan. IWL begon daarop met de ontwikkeling van een nieuwe cabine, de 6400, zowel voor de L60 als voor levering aan Robur.
In 1984 bereikte IWL opnieuw overeenstemming om de L60 een buitenlandse cabine te geven, deze keer van Steyr uit Oostenrijk. Drie jaar later kon de DDR echter niet voldoen aan de vraagprijs van Steyr voor het ontwerp en de benodigde productiegereedschappen. In plaats daarvan kreeg de L60 een cabine op basis van die van de W50, maar kon deze naar voren worden gekanteld voor toegang tot de motor.
Nadat de projecten in juni 1983 werden beëindigd, werd het L60-programma aangepast aan de behoeften van Iran en Irak. Het laadvermogen werd verhoogd tot minstens zes ton en het vermogen werd verhoogd tot een bereik van 125 tot 180 pk.
De L60 werd ten slotte in september 1986 onthuld aan het publiek op de Leipziger Herbstmesse en de serieproductie in Ludwigsfelde begon in juni 1987. De ontwikkeling van de L60 was al in 1967 begonnen dus het model kwam zo'n 15 jaar te laat op de markt en zijn cabine was afgeleid van die van de W50, waardoor hij er nog ouderwets uitzag. De verkopen van de L60 groeiden elk jaar en in 1989 piekten ze op 8.081 stuks voor dat jaar. De totale productie van L60 in Ludwigsfelde van 1987 tot 1990 bedroeg 20.293 stuks.
Potentiële afnemers in de DDR werden niet afgeschrikt door het uiterlijk maar door de prijs die bijna het dubbele was van die van de W50. Als gevolg daarvan hield IWL de W50 tot 1990 naast de L60 in productie.

### Het einde van IFA
De verkoopstart van L60 in 1987 was een keerpunt, maar niet zoals IWL dat wilde. Na 1986 daalden de W50-verkopen sneller dan de L60-omzet dus de totale verkoop van IWL daalde van een piek van 32.516 in 1986 tot 28.152 vrachtwagens in 1989. IWL had behoefte aan een concurrerender product en hield in de tweede helft van 1989 oriënterende gesprekken met de West-Duitse fabrikant MAN. Deze hebben echter niet geleid tot een gezamenlijk project.

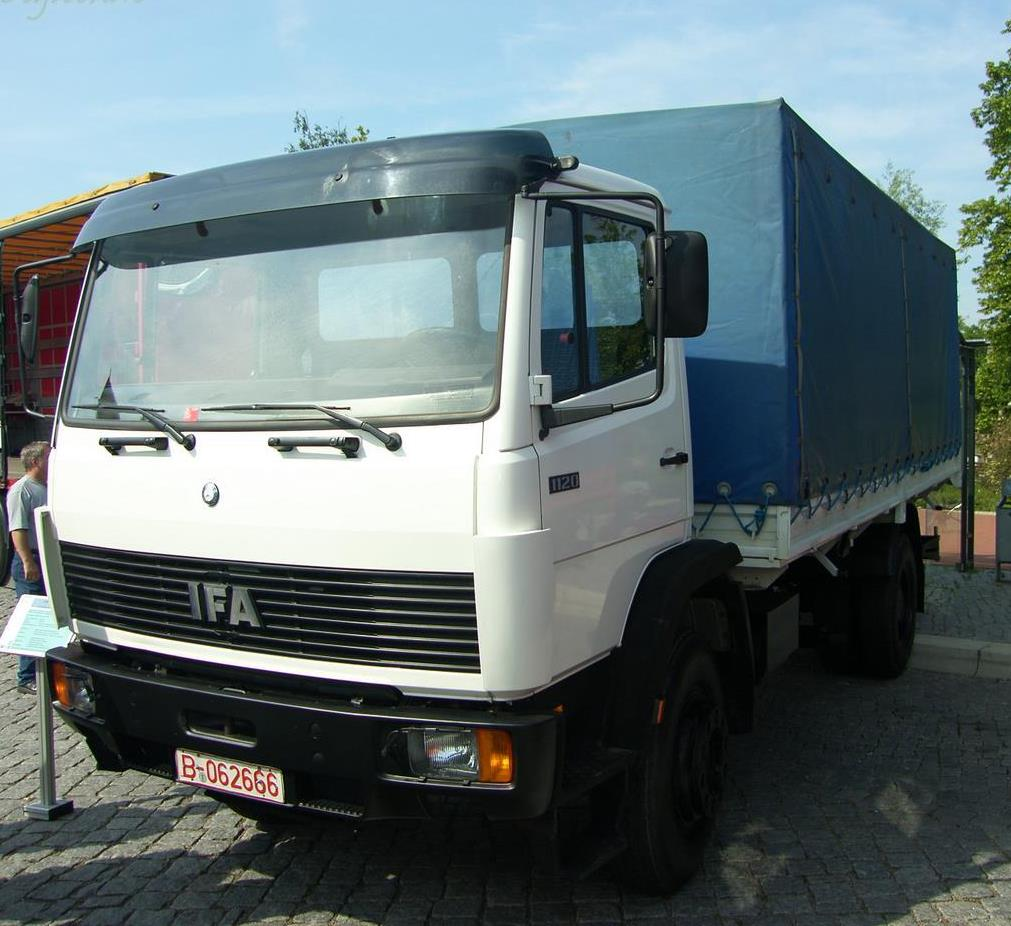
IFA 1318-prototype met Mercedes-cabine

De vreedzame revolutie in de DDR vond plaats in september en oktober 1989. Dit werd gevolgd door contacten tussen IWL en Mercedes-Benz in februari 1990 dat een gezamenlijk project startte met de naam IFA 1318. Een prototype van een IFA 1318-truck met een Mercedes-Benz LN2-cabine op een L60 chassis werd voltooid op 3 mei 1990. Het IFA Kombinat Nutzkraftwagen ("IFA kombinat nutsauto's") werd ontbonden en in juni 1990 werd een afzonderlijk IFA Automobilwerk Ludwigsfelde GmbH opgericht door de Treuhandanstalt.
De invoering van de Duitse mark in de DDR op 1 juli 1990 leidde ertoe dat Mercedes-Benz zich op 18 juli terugtrok uit de voorgenomen transactie. Als gevolg daarvan voorspelde IWL dat het personeelsbestand zou verminderen van 8.334 eind juni 1990 tot ongeveer 3.150 aan het einde van het jaar. De Treuhand zou helpen met de kosten van ontslagvergoedingen en 2.514 werknemers zouden worden begeleid naar ander werk en zouden in deeltijd tot medio 1991 worden vastgehouden.
Zelfs dit plan werd ingehaald door de ineenstorting van de gevestigde markten in Oost-Europa. De orders en productie kelderden en in 1990 werd een gecombineerd (W50 en L60) totaal van slechts 17.275 vrachtwagens gehaald, het laagste aantal sinds 1969. De L60-productie werd beëindigd in augustus 1990 en de W50-productie werd 17 december van dat jaar beëindigd.

### Mercedes-bedrijfswagens

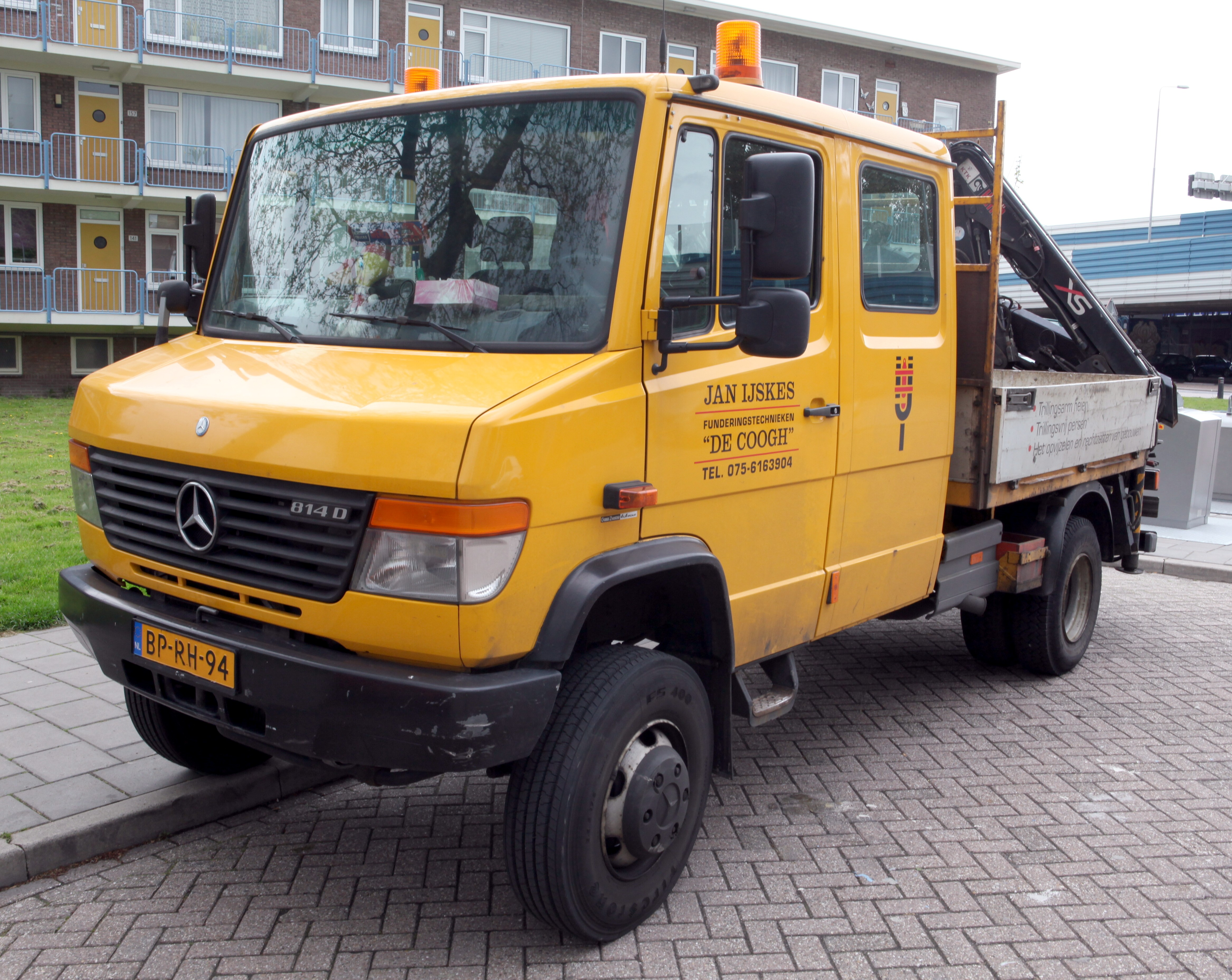
Mercedes 814 DA pick-up uit de jaren 90

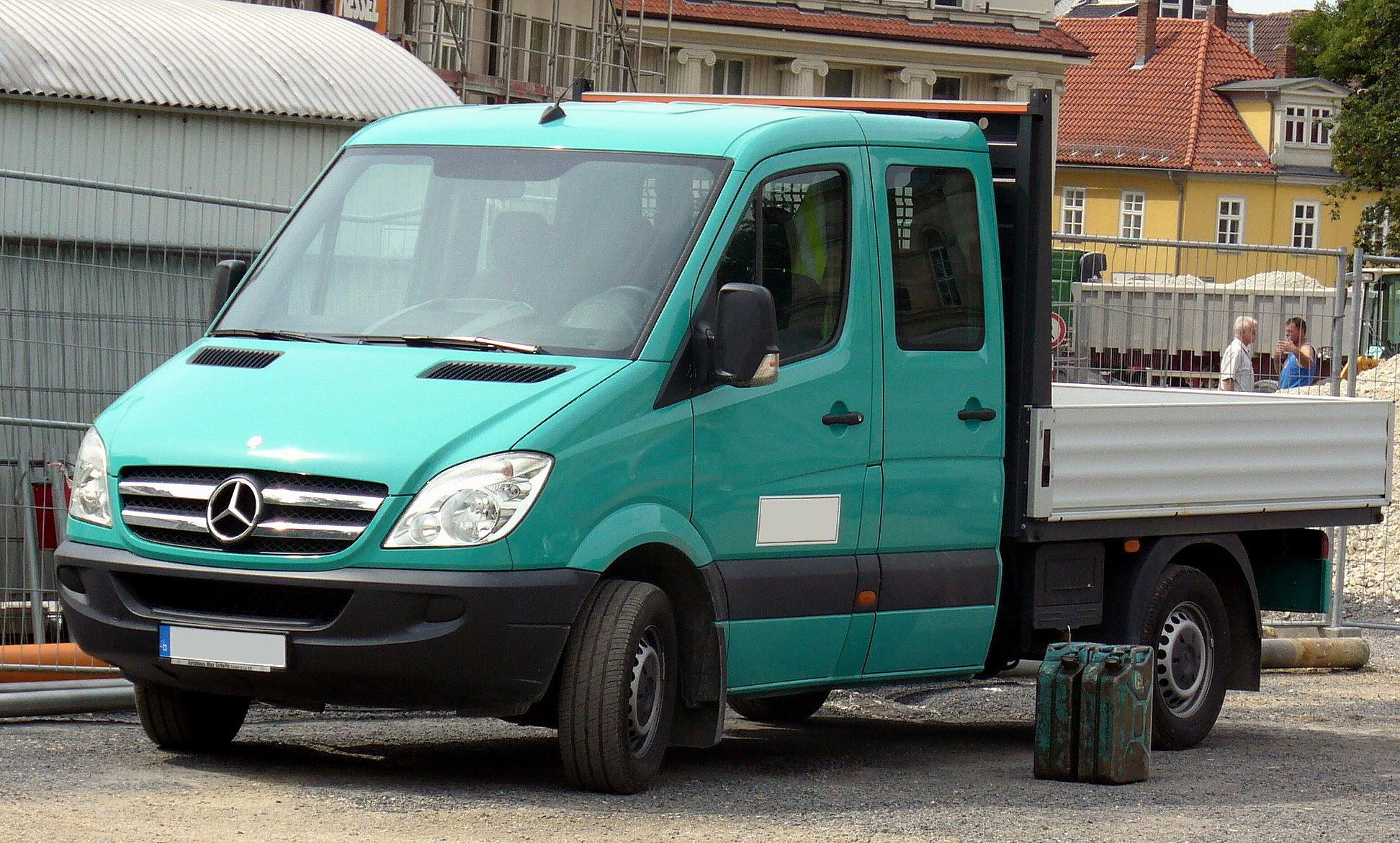
Mercedes-Benz Sprinter (NCV3)

Op 5 oktober 1990 bereikten Mercedes-Benz en de Treuhand overeenstemming over de toekomst van de IWL-fabriek. Op 1 februari 1991 werden de Nutzfahrzeuge Ludwigsfelde GmbH (NLG of "Nutsvoertuigen Ludwigsfelde") en Entwicklungsgesellschaft für Kraftfahrzeugtechnik Ludwigsfelde (ELG of "Ontwikkelingsbedrijf voor autotechniek Ludwigsfelde") opgericht, waarvan de Treuhand voor 75% eigenaar was en Mercedes-Benz voor 25%. Op 8 februari 1991 werd in Ludwigsfelde de eerste Mercedes geassembleerd, een LK 814, en drie maanden later begon de productie van Mercedes-cabines. De fabriek begon in september met de assemblage van de Mercedes-Benz T2 die daar later volledig naar werd overgebracht vanuit de fabriek in Düsseldorf.
Op 1 december 1993 sloten Mercedes-Benz en de Treuhand een nieuwe overeenkomst waarmee vanaf 1 januari 1994 NLG en EGL voor 100% dochterondernemingen van Mercedes-Benz zouden worden. Tegelijkertijd zou de fabriek in Ludwigsfelde de productie van alle Mercedes-vrachtwagens met 4,5 ton tot 7,5 ton overnemen. Op 1 juli 1996 begon in Ludwigsfelde de productie van een doorontwikkeling van de T2, de W670 Vario. Op 1 juli 1997 werden NLG en EGL samengevoegd tot Daimler-Benz Ludwigsfelde GmbH.
Tussen december 1999 en 2001 investeerde DaimlerChrysler (de moedermaatschappij tussen 1998 en 2007) een bedrag in de orde van 500 miljoen Deutsche Mark om de Ludwigsfelde-fabriek te herontwikkelen en klaar te maken voor de productie van de Mercedes-Benz Vaneo. (W414). De Vaneo werd van 25 september 2001 tot 8 juli 2005 in Ludwigsfelde geproduceerd.
Na 2006 zijn in de fabriek onder andere de bestelwagens Mercedes-Benz Sprinter en Volkswagen Crafter (LT3) gemaakt, de productie van de Crafter in Ludwigsfelde werd echter eind 2016 gestaakt en de samenwerkingsovereenkomst met Volkswagen niet verlengd.
- Virtual International Authority File: 132159090